# 陸燦 (崇禎進士)
陸燦（？—1639年），字振玉，號墨涛，浙江嘉興府平湖縣人，明朝政治人物。

## 生平
天啓七年（1627年）舉丁卯科浙江鄉試第八名，崇禎七年（1634年）甲戌科進士，授山東濟南府推官，九年丙子分考，得士六人，趙進美以垂髫冠齊魯。監生宋玉鋐兄弟坐盗誣舉家，系狱數載，屡叩登聞不得白，燦獨察其冤，且廉知真盗系廠狱，因請復鞫，悉反其案釋之。莅任三年，釋殊死重囚七人，城旦以下十余人。十一年戊寅（1638年）十二月，清兵破居庸關南下，山東大震，巡撫颜继祖率師次德州，总监太监高起潜以兵駐臨清、濟寧間，濟南告急，巡按宋學朱適出巡章丘，急策騎馳至，閲城中兵惟土兵五百。及調莱兵七百，率司道嬰城固守。清兵築長圍三面困之，援兵不至，十二年己卯（1639年）正月二日黎明城陷，巡按御史宋學朱殉國死之，有人勸陸燦出逃，燦瞋目曰：「城存與存，城亡與亡，勿顧我。」遂死之，闔門皆遇難。

## 家族
曾祖陆尧夔，太学生；祖陆锡潔，庠生；父陸瀗，庠生。

## 引用
1. ↑  《崇祯七年甲戌科进士履历便览》：陸燦，曾祖尧夔，太学生；祖锡潔，庠生；父瀗，庠生。墨涛，书一房，己酉年四月初八日生，嘉兴府平湖县人，丁卯乡试八名，会一百三名，三甲二百十二名，都察院观政，乙亥授济南府推官，丙子同考，己卯正月卒于虏难。
2. ↑  《平湖縣志》